# ファウスト (GUILTY GEAR)
ファウスト (FAUST) は、2D対戦格闘ゲーム「GUILTY GEARシリーズ」に登場する架空の人物。担当声優は近藤隆。

## 設定
- 頭に紙袋を被り、途轍もない長身と身体能力を持つ謎の医師。正体は謎に包まれている。
- 通常はワイシャツとスラックスを着用し、その上から白衣を纏った姿だが攻撃の際には、頭がそのままで野球帽を着用した半袖シャツと半ズボンの少年の姿に変化することがある。
  - 足元は、素足と靴の組み合わせで通しているかのように足首が露出する形で描かれている[1]。
- 身体の各部を改造しているかのような描写で描かれており、本人自身が既に人外魔境の域に達しているとも受け取れる面を見せている。
- 対戦中は奇怪な動きとふざけた言動を繰り返す為、変態のように思われがちでシリーズ中でもコメディリリーフ的な立場に回ることが多いが、実は良識のある人物。平常時の物腰はとても穏やかで、患者に対しては真摯に応対している。 『Xrd』のキャラクター紹介では、奇天烈な言動についてはかつて乱心し人格が破綻してしまったことの後遺症とされている。
- 闇医者だが腕は立ち、どんな奇病でも無償で治してしまう事が話題を呼んでいる。ザッパやアクセルなどの異能者も彼の元へ来訪している。医学的見地の必要としない分野までは対応し切れない様子だが、最善の限りを尽くして治療しようと努力はしている。
- 法力に関しても他の追随を許さないほど高く、かなりの技術が必要とされる空間移動を事も無げにやっていたりする。
- デザインの元ネタは、ゼネラルディレクターの石渡太輔の同僚のプログラマーの落書きや映画『エレファント・マン』である。

## ボルドヘッドとの関連
- 初代GGに登場したDr.ボルドヘッドとは体格や通常技、行動動機など多くに共通している事柄が見受けられる。石渡ゼネラルディレクターは「当初はDr.～と別人の美男子にする予定があった」などの発言を残している為、同一人物である事を示唆している。
- ゲーム本編においても明確なアナウンスはないが、数々の示唆が描写されている。また、家庭用のストーリーモードでは同一人物であることをうかがえる描写が追加されている。
- カイは勝利メッセージで“キテレツな技の数々”に既視感を抱き、ハゲが嫌いなメイは言い知れぬ寒気を覚えている。
- ある事情からヴェノムを追い詰めた際の問答で「Dr.・・・」と言いかけた際、「その名で私を呼ばないで下さい」と怒りのこもった声でヴェノムを殴打している。
- イノと対峙した際には過去に虐殺者であったことを匂わせる指摘をされており、当のファウストは実質的に否定をしていない[2]。
- ジョニーに対して「問題はない」という旨の回答をする際に「無問題です」と広東語を使っている（Dr.ボルドヘッドは中国出身）。
- Xrdでのテーマ曲「Destructive Goodwil」ではサビなどの一部にDr.ボルドヘッドのテーマ「Suspicious Cook」が使われている。
- 石渡太輔はボルドヘッドとファウストの関連性について、「それについてはドリームで（笑）」と述べており、明言を避けている[3]。

## ストーリー
GUILTY GEAR X
かつて名医と呼ばれていたが、ある時に医療ミスから少女を死なせてしまい発狂し、殺人鬼と成り果ててしまう。その後次元牢に投獄されるが、第二次聖騎士団員選考武道大会を経て正気を取り戻す。彼は罪を償うために自殺も考えていたが贖罪の為に生きる事を決意する。旅の最中で少女の死が医療ミスではなく何者かによる謀殺であることが判明し、あらゆるものの命を救う傍ら、事件の真実を追い掛けていく。
GUILTY GEAR XX（ストーリーモード）
ヴェノムの話から、事件の実行犯がアサシン組織であること、直接の依頼主がファウストを妬んでいた嘗ての同僚であったこと、その人物は傀儡に過ぎず事件の裏に「終戦管理局」が絡んでいることを知り、真相究明に奔走する。また、『名医』と名高いファウストの治療を受ける事を望むザッパと邂逅し、交流する。
GUILTY GEAR2 OVERTURE（略歴）
設定資料集にあるカイのショートストーリーよれば、木陰の君（ディズィー）の出産に、カイと懇意の仲である「普通の医師では対応出来ないような出産状況でも適切な処置の出来る名医」が立ち会う描写があるが、それがファウストであるかどうかは明示されていない。
GUILTY GEAR Xrd -SIGN-（アーケードモード）
スレイヤーの協力により、ザトー＝ONEが少女の死の事情について深く知っていることが判明し、蘇った彼に事情を訊くために彼の元へ向かう。ザトーの元へ辿り着いたファウストは、少女を救うためにファウストが提唱した「黄泉還り」へと繋がる新たな法式を秘匿・独占しようとした元老院が、ファウストの失脚を狙ってアサシン組織が少女を暗殺するよう仕向けたことを告げられる。なお、これによりザトー=ONEに対して悪感情を抱く設定が追加された。
GUILTY GEAR Xrd -REVELATOR-（エピソードモード）
「ゆりかご事件」の直後、黒幕が元老院でなく更にその上の存在がいることを察知。元老院の唯一の生き残りであるクロノスと共に異変が発生しているジャパニーズコロニーへと向かう。

## ゲーム中の性能
長いメスを持ち、リーチのある牽制と豊富な対空技で堅実な立ち回りが可能。
「何が出るかな？」によるアイテム次第で、戦局を変えることができる。爆弾やちびファウストが出た場合相手の行動をかなり制限することができ、強力な揺さぶりによるダメージ回収が期待できる。多少の運こそ絡むが回復アイテムが出ることを期待して高めの防御力を活かした持久戦に持ち込むことも充分に可能である。
弱点は、空中ダッシュが遅い事、空中のやられ判定が大きいため空中連続技が入りやすいこと、相手の攻めを中断させる割り込みに使える判定の強い技の少ない事等が挙げられる。
「GGX」では中堅、「XX」～「SLASH」では上位とされる。
GOLDモードでは常時テンションゲージMAX、「何がでるかな」などで投げるアイテムの全てがメテオになる。しかしチップでさえ受けるGOLDモード時の防御力の向上が彼だけにはない。

## 技の解説

### 必殺技
レレレの突き [GGX~Xrd] （⇒引き戻し）
メスを真横へ突き刺す。
引き戻し [GGX~Xrd] (FRC) （⇒オイッス！ or ここからが見所ですよ！）
メスで刺した相手を自分の方へと引っ張る。EX版はここまでしか派生しない。
オイッス! [GGX~Xrd] （⇒声が小さい！）
空中へ相手を叩き上げる。EX版は空中で出せる単体の技となり、相手をチョップで叩きつける。
声が小さい! [GGX~Xrd]（⇒もう一丁オイッス！）
バレーボールのアタックをするような格好で空中へ飛ぶ。EX版は単体の技となり、近距離限定・ガード不能の打撃技となる。
もう一丁オイッス！ [GGX~Xrd]
相手を地面に叩きつける。『SLASH』以降、特定の条件を満たすことで強化版になる。
突きます。 [STRIVE] （⇒引き戻し）
上述の「レレレの突き」とほぼ同性能。
引き戻し [STRIVE] （⇒ナイスショット。）
上述の「引き戻し」とほぼ同性能。
ナイスショット。 [STRIVE]
「突きます。」からの追撃。タイミング良くボタンを押すことで威力が上がる。
メッタ斬り [GGX~Xrd,EX]
メスで相手を切り刻む、近距離限定・ガード不能の打撃技。EX版は通常の打撃技になっている。
メッタ刈り [STRIVE]
メスで相手を切り刻むコマンド投げ。攻撃終了時、相手は後述の「アフロヘアー」になる。
捏和混錬 [STRIVE]
回転するメスに乗って突進する。レバー操作にてある程度移動を制御できる。
読み方は「ねっかこんれん」。
何が出るかな？ [GGX~]
アイテムを一つ投げる。アイテムの種類は後述。
前からいきますよ [GGX~Xrd] (FRC)
風呂敷で姿を隠し、ドアを出現させ相手の前から登場する。
後ろからいきますよ [GGX~Xrd] (FRC)
風呂敷で姿を隠し、ドアを出現させ相手の後ろから登場する。
上からいきますよ [GGX~Xrd] (FRC)
風呂敷で姿を隠し、相手の頭上へ落下する。
久延毘古 [STRIVE]
相手の前後に案山子を設置。直後に前・後ろ・上のいずれかのボタンに対応した場所からファウストが攻撃する。
読み方は「くえびこ」。
槍点遠心乱舞 [GGX~Xrd] (FRC) （⇒各種派生技）
メスに飛び乗り頭突きを決める。豊富な派生技を持つ。方向キーの下を入力するか、「ごーいんぐまいうぇい」への派生、ダメージを食らうか、のいずれかで構えが解かれる。
極小ジャンプ [SLASH~Xrd]
小さくジャンプする。
前方移動 / 後方移動 [GGX~Xrd]
攻撃判定を伴って移動できる。
医者コプター [Xrd]
メスに乗ったまま上へ跳びあがる。威力とヒット数に優れ、画面端では槍点遠心乱舞からコンボとして繋がる。
くびびよーん [GGX~ΛC]
首を伸ばして攻撃する。
味見ッ！ [Xrd]
舌を伸ばして攻撃する。
ぐろーいんぐふらわー [GGX~Xrd]
頭に花を咲かせる。テンションゲージを僅かながら上げる効果を持つ。
華だろ？俺、華だろ？ [GGX~Xrd]
地面から人面花を出す。
ごーいんぐまいうぇい [GGX~Xrd]
後述と同じ。
何が出るかな？ [XX~Xrd]
アイテムを一つ投げる。前述のものと同じ。
ごーいんぐまいうぇい [GGX~Xrd] （空中専用／FRC）
回転しながら相手へ切り込む空中必殺技。「槍点遠心乱舞」からも派生できる。
愛 [XX~] （空中専用／FRC）
空中で自分の頭を紙袋ごと放り投げる技。頭は取った後すぐ生えてくる。

### フォースブレイク
いきなりオイッス！ [ΛC]
巨大なチョップで相手を叩きつける。
レレレの超突き（空中専用）[ΛC]
空中で「槍点遠心乱舞」の構えになり、急速落下する。
ここからが見所ですよ！ [ΛC]（⇒視聴者全員サービスぅ）
相手をバットで打つ。ダストアタックと同一のモーション。
視聴者全員サービスぅ [ΛC]
ファウストと相手を巻き込む爆弾のスイッチを起動させる。ファウスト自身はガード可能。

### 覚醒必殺技
刺激的絶命拳 [GGX~Xrd] (FRC)（⇒シャッフルタイム）
地面を泳ぐように移動する攻撃。ヒット時に4つの箱を出現させ、「シャッフルタイム」に移行する。箱のうち3つには「死神」が入っており、1つには「天使」が入っている。
相手が死神を選択してしまった場合は追撃に移行、天使を選択した場合はファウストが爆発、微弱なダメージを受ける。
死神の色によってダメージ量は異なり、黒・緑・紫の順にダメージが高くなる。
稀に天使が黒の死神に変化する場合がある。『XrdR』以降に存在するバースト版においては天使は必ず黒の死神に変化する。
追撃を受けるキャラがディズィーである場合、追撃は彼女の翼に宿る「ウンディーネ」が受けることになる。
追撃の内容は「臀部の急所へメスを刺される」ものとなっている。
『Xrd』では追撃はメスではなく4本指で急所を刺す演出に変更され、対ザトー＝ONEには専用の台詞が用意された。
シャッフルタイム
P・K・S・HS のいずれかのボタンを押すことによって前述の「箱」が入れ替わる。
一定時間内であれば何度でもシャッフル可能。
作品によって必殺技リストへの記載がない場合も存在するが、「刺激的絶命拳」が存在する全作品において使用できる。
エキサイティング骨折 [STRIVE]
前方に四つ葉のクローバーを出現させ、突進する。ヒット時は演出に移行し、相手を車椅子で轢くことで大ダメージを与える追撃を行う。
コマンド成立直後から発生までの間、無敵時間が存在する。
な・な・な・なにがでるかな！ [GGX~]
4つのアイテムを連続して投げる。ゲージを100%消費し、より多くのアイテムを投げる強化版も存在する。
真・槍点遠心乱舞 [EX]
メスに乗り、振り子のような動きで頭突きを繰り返す技。

### 一撃必殺技
今週のYAMABA [GGX~ΛC]
相手を診療台に寝かせ、爆弾を使った荒療治（寸劇）を行う。通常は爆薬の量が多すぎて辺り一面が焼け野原になる。ファウストのみ核シェルターに避難し無事。『X』や『XX』以降のEX版では自分と相手をアフロヘアーにする。
コレが…、私？ [Xrd]
近距離Sと同じモーションの攻撃がヒットすると演出へ移行し、バックのオーケストラ（奏者も模様が異なる紙袋らしきものを被っている）の演奏に合わせて、診療台に寝かせた相手に整形手術を施してしまう非常にユーモラスな一撃必殺技。整形で変わる顔（というより目元）は全キャラ共通で3種類となっており、自分の整形後の顔に愕然したり屈辱を味わうほか、中には逆に気に入ってしまうなど、キャラクターや整形時の顔によってリアクションが異なる。ただ、ザトー=ONEに関してはアイマスクの部分に瞳が描かれている。同キャラ戦では紙袋の上に瞳を描くという仕様となっており、装着物の上から敢えて描き込む形はザトーに対しての演出と同じである。

### アイテム
「何がでるかな？」及び「な・な・な・なにがでるかな！」で投げるアイテムについて説明する。作品によって登場するアイテムは異なる。
ドーナッツ
体力が16（体力の最大値は420）回復する。両者が取れる。『STRIVE』では袋に梱包されている。
表記に注意。『Xrd』『STRIVE』共に「ドーナツ」ではない。
ドーナッツ詰め合わせ
体力が48回復する。両者が取れる。『Rev2』のみに登場。
チョコレート
体力が16回復する。ドーナッツより少し遠くに投てきされる。『SLASH』～『ΛCPR』は、テンションゲージを僅かに増加させる。両者が取れる。
『SLASH』では、テンションゲージが100%のキャラクターが取ると、取らなかった方のテンションゲージも100%になる。
本命チョコレート
体力が48回復する。両者が取れるが、ドーナッツより少し遠くに投てきされる。『Rev2』のみに登場。
バナナ
体力が16回復、使用後は画面上に一定時間バナナ（の皮）が残る。皮にヒットすると0ダメージでダウンする。皮のみで出現する場合も存在する。
ちびファウスト
風船で降下した後、ゆっくり地面を移動する飛び道具。風船につかまっている間は無敵。『STRIVE』では投てき後即座に着地し、消滅するまで無敵。攻撃を受けるか敵にぶつかると激高し、突進を行う。
ちびポチョムキン
低確率で出現。ちびファウストより威力が強化されており、地面に降り立った後も3回までの攻撃に耐える。
ちびロボカイ
より低確率で出現し、ヒット時に電撃を発生させダウンを奪う。移動速度が速い。
ラッパ
『STRIVE』より登場。取得後、僅かなダメージを持つ9体ほどの「ちびファウスト軍勢」が画面を駆け抜ける。
ハンマー
頭上から攻撃するアイテム。気絶値が高い。
ゴールデンハンマー
ハンマーと同様の挙動を取る。気絶値が非常に高い。『Rev2』のみに登場。
100t重り
ハンマーと同様、ダメージのある飛び道具。着地時に地震を発生させ、ダウンやガードブレイクなどを引き起こす。
10000t重り
100t重りに類似した飛び道具。「空中における本体のヒット判定が2度存在する」・「本体ヒット時の受け身不能時間が100t重りより長い」・「素早いモーションでダウンする」などが特徴。着地時には100t重りと同様の地震を発生させる。『Rev2』のみに登場。
爆弾
一定時間後に広範囲に渡って爆発する。爆風は両者に当たる。『STRIVE』では両者共に、爆弾に対して攻撃を当てることで相手に爆弾を飛ばす事が可能。
花火
高い場所で爆発する爆弾。ファウスト自身はしゃがみ移動で回避可能。『Rev2』のみに登場
メテオ
一定時間後に空から隕石群を降らす。ダメージは大きくノーリスクだが出現率がやや低い。
巨大メテオ
画面を覆いつくす巨大なメテオを1つ落とす。ガードさせることで相手を長時間拘束可能。『Rev2』のみに登場。
アフロ
アフロヘアーのウィッグ。両者に判定があり、取得するとキャラがアフロヘアーになる。この状態には「炎エフェクトの攻撃を受ける事で引火・爆発を起こす」「ファウストの必殺技『愛』を強化する」などの効果がある。
毒薬
接地後、毒煙を放つ。煙部分のヒット時に毒効果を与える。一定時間の経過或いはファウストが攻撃を受けるまで有効。
オイル
引火性のオイルを内蔵したドラム缶。着地後に液体状のオイルを残す。オイルに対して炎エフェクトの攻撃を当てる事で威力の高い引火を引き起こす。
ブラックホール
強い引力を持つ物体。一部飛び道具やキャラを引き寄せ、接近戦を強いる。
ジャンプ台
『Xrd』で登場。両者に判定があり、触れると上空に高く吹っ飛ばされる。
ヘリウムガス
風船の付いたガス缶。両者に判定があり、取得するとキャラの声が変わる。自然消滅までの時間が長く、取得・消滅するまで次のアイテムを投げられないため、ファウストにとって不利となる。『Xrd』に登場。
コイン
『SLASH』から登場。『SLASH』では何の効果もないハズレアイテムで4秒後に消える。
『ΛC』では攻撃判定が追加され、ヒットすると「もう一丁オイッス！」が一回のみ強化される。
『Xrd』以降は未登場。

## テーマミュージック
- The Original（GGX～GGXXΛC）
- Destructive Goodwill（GGXrd）
- Alone Infection（GGST）

## ステージ
- ZEPP（GGX～SLASH）
- PHANTOM CITY（ΛC）
- Kingdom Cemetery：王家の墓（ISUKA）
- Downtown（Xrd）
- "A Happy Family"（STRIVE）

## 参考資料
- 「ギルティギアゼクス ドラフティングアートワークス」 エンターブレイン、2001年 ISBN 978-4757703018
- 「ギルティギア 10thメモリアルブック」株式会社エンターブレイン、2010年 ISBN 978-4-7577-4801-9